# Rosita Mestres
Rosita Mestres (també coneguda com a Rosita o Rosario Mestres) va ser una compositora mallorquina de finals de segle xix.
Filla de l'empresari i ciclista Miquel Mestres, cap a 1882 va estudiar composició, piano i flauta al Conservatorio Balear amb el professor italià instal·lat a Mallorca Lluís Cussini, de qui era alumna avantatjada. Tot i que la premsa escrita es desfeia en elogis cap a la compositora pel seu talent i joventut, poc se'n sap de la seva vida i es pot datar el gruix de la seva producció entre juny de 1892 i setembre de 1894.
La Banda Palmesana dirigida pel mestre Cussini, estrenava sovint obres seves: La primera que es coneix va ser un Pasdoble durant la festa del Corpus de 1892. Dos anys més tard, compon una Marxa Religiosa en Si bemoll per estrenar-se durant la processó del Dijous Sant. També col·laborà amb la banda d'ocarines del seu professor amb un Vals i una Polka per a septet d'ocarines (1894).
El 1893 dues de les seves obres Serenata per violí, piano i veu; i la marxa Corpus Domini són seleccionades per enviar a l'Exposició Universal de Chicago juntament amb obres literàries, pictòriques i d'artesania que volien representar l'estat d'avanç intel·lectual i social de la dona a Mallorca. L'altra compositora seleccionada per representar l'illa a Chicago va ser Maria Sabater, amb l'obra Los tarongers de Sóller, per veu i piano i amb lletra de Pons i Gallarza.
La seva obra més important, però, va ser la sarsuela Lily, amb llibret de Ricardo Salvá, estrenada el 9 de novembre de 1893 al Teatro-Circo Balear. Es tracta d'una sarsuela còmica en quatre actes que va tenir un gran èxit de públic i de crítica, arribant a comparar la música amb les obres de Ruperto Chapí i Fernández Caballero. Se li encomanà la música almenys de dues sarsueles més de les quals no se'n sap res més.

## Obres
- Pasdoble (1892) per banda
- Serenata (1893) per violí, veu i piano
- Corpus Domini (1893) marxa per banda
- Lily (1893) sarsuela en 4 actes en els quals s'inclouen:

1. Pasdoble i Mazurca
2. Duo i Vals
3. Intermezzo i Minuet
4. Zorcicos

- Marxa religiosa en Si bemoll (1894) per banda
- Vals (1894) per septet d'ocarina
- Polka (1894) per septet d'ocarina